# Giovanni Serpi
Giovanni Battista Serpi (Sardara, 19 febbraio 1806 – Cagliari, 1890) è stato un militare e politico italiano, generale dell'Arma dei Carabinieri e deputato del Regno.

## Biografia
Militare di carriera. Ufficiale del Reggimento Savoia Cavalleria dal 1829, nel 1841 passò ai Cavalleggeri di Sardegna e nel 1843 fu promosso capitano.
Promosso maggiore dopo la prima guerra d'indipendenza, divenne deputato del Regno di Sardegna, eletto nel collegio di Isili in Sardegna, dal 1849 al 1853.
Dal 1º luglio 1853, per effetto della soppressione del suo Reggimento e della ricostituzione in Sardegna del Corpo dei Carabinieri entrò nei suoi ranghi e il 18 marzo 1860 conseguì il grado di colonnello, rimanendo al comando della divisione Carabinieri di Cagliari.
Il 25 ottobre di quell'anno fu inviato in Sicilia, durante la dittatura di Garibaldi, con tre ufficiali e 60 tra sottufficiali e carabinieri.  Il Serpi costituì un distaccamento di Carabinieri Reali distinto dal Corpo Carabinieri di Sicilia garibaldino. Il 29 dicembre 1860 il nuovo luogotenente generale del re in Sicilia unificò i due corpi e nominò il Serpi, promosso maggiore generale, "Comandante generale dei Carabinieri Reali in Sicilia". Nell'ottobre 1861 fu promosso ispettore generale, restando tre anni nell'isola.
Nel 1864 il generale Serpi fece ritorno al comando generale dell'Arma, nel quale disimpegnò le sue mansioni sino al 20 giugno 1866, data della sua destinazione alla Legione di Firenze. Prese parte alla terza guerra d'indipendenza al comando dei carabinieri impegnati in quella campagna, e al termine fu promosso Luogotenente generale.
Fu quindi eletto deputato alla Camera del Regno d'Italia per tre legislature, dal 1867 al 1876.